# 安来駅
安来駅（やすぎえき）は、島根県安来市安来町にある、西日本旅客鉄道（JR西日本）山陰本線の駅。
島根県内の駅では最東端にある。事務管コードは▲640730。

## 歴史
- 1908年（明治41年）
  - 4月5日：官設鉄道米子駅 - 当駅間延伸時に終着駅として開設[1]。旅客・貨物取扱開始[1]。開業当初から7ヶ月余りは島根県内として唯一の駅であった。
  - 11月8日：官設鉄道当駅 - 松江駅間延伸、途中駅となる。
- 1909年（明治42年）10月12日：線路名称制定、山陰本線所属となる。
- 1942年（昭和17年）：駅舎改築（木造）[4]。
- 1977年（昭和52年）4月6日：総工費1億3600万円のうち1億2000万円を安来市が負担して、鉄筋2階建て駅舎に改築[4]。
- 1983年（昭和58年）12月31日：貨物取扱廃止[1]。日立金属安来工場（現・プロテリアル安来工場）へ続く専用線が存在した。
- 1986年（昭和61年）11月1日：荷物扱い廃止[1]。
- 1987年（昭和62年）4月1日：国鉄分割民営化に伴い、西日本旅客鉄道（JR西日本）の駅となる。
- 2008年（平成20年）4月10日：観光交流プラザが合築された木造2階建て駅舎が完成[5]。
- 2013年（平成25年）3月16日：ダイヤ改正に伴い、これまで通過していたやくも1・30号が新たに停車となり、全列車が停車するようになる。
- 2016年（平成28年）12月17日：ICカード「ICOCA」の利用が可能となる[6][広報 1]。ICカード専用簡易改札機で対応。
- 2018年（平成30年）
  - 11月30日：みどりの窓口営業終了[7]。
  - 12月1日：みどりの券売機プラス営業開始[8]。

## 駅構造
単式・島式ホーム2面3線を有する地上駅。米子方面は複線（伯耆大山駅まで）・松江方面は単線の交換駅でもある。単式の1番のりばに面して駅舎があり、両ホームは跨線橋で連絡している。直営駅であるが、無人となる時間帯がある。

### のりば
| のりば | 路線     | 方向 | 行先                   | 備考          |
| ------ | -------- | ---- | ---------------------- | ------------- |
| 1      | 山陰本線 | 上り | 米子・鳥取・新見方面   | 一部2番のりば |
| 2・3   | 山陰本線 | 下り | 松江・出雲市・浜田方面 |               |

付記事項
- 上り本線は1番のりば、下り本線は3番のりばであり、特急は全てこの2線を経由する。
- 2番のりばは上下共用の待避線（中線）である。上り列車は特急待ち合わせの場合のみ2番のりばを使う。なお、下り列車では待ち合わせは設定されていない。
- 以前当駅 - 米子駅間に、清水寺信号所が存在したが、複線化に伴い廃止された。

## 利用状況
2022年度の1日平均乗車人員は730人である。2004年度は867人、1994年度は1,229人、1984年度は1,302人だった。
近年の1日平均乗車人員の推移は以下の通り。
| 乗車人員推移 | 乗車人員推移 |
| 年度         | 1日平均人数  |
| ------------ | ------------ |
| 1999         | 947          |
| 2000         | 904          |
| 2001         | 875          |
| 2002         | 852          |
| 2003         | 876          |
| 2004         | 867          |
| 2005         | 854          |
| 2006         | 848          |
| 2007         | 884          |
| 2008         | 887          |
| 2009         | 851          |
| 2010         | 872          |
| 2011         | 882          |
| 2012         | 884          |
| 2013         | 967          |
| 2014         | 896          |
| 2015         | 859          |
| 2016         | 860          |
| 2017         | 908          |
| 2018         | 921          |
| 2019         | 903          |
| 2020         | 661          |
| 2021         | 654          |
| 2022         | 730          |

## 駅周辺
- プロテリアル安来工場[注 1]
- 安来市役所
- 安来港
- 山陰合同銀行安来支店
- 島根銀行
- 米子信用金庫
- 安来市立第一中学校
- 安来中郵便局

### バス路線

#### 一般
- 安来市広域生活バス (イエローバス）

#### 特定
- 足立美術館（無料シャトルバス）

## 隣の駅
西日本旅客鉄道（JR西日本）
 山陰本線
- 特急「スーパーおき」「スーパーまつかぜ(5・12号は除く)」「やくも」・寝台特急「サンライズ出雲」・観光列車「あめつち」停車駅

■普通
米子駅 - 安来駅 - 荒島駅